# Знак Водолея
«Знак Водолея» — песня, записанная российской поп-группой «Винтаж» как первый сингл с их пятого студийного альбома Decamerone. Песня, написанная молодым композитором Антоном Кохом и аранжированная Алексеем Романоф, была представлена 20 апреля 2013 года в эфире «Русского Радио». 22 и 23 апреля проходили съёмки клипа на данную композицию, режиссёром которого стал Сергей Ткаченко.
Песня стала шестым синглом группы, занявшим первое место в радио-чарте СНГ и первым синглом номер 1 на Украине.

## Предыстория и релиз
В 2013 г. группа «Винтаж» выпустила свой четвёртый студийный альбом Very Dance и несколько успешных синглов из него: «Москва» и «Свежая вода» и др. Сама пластинка получила смешанные отзывы от музыкальных критиков. В начале 2013 года коллектив приступил к записи нового альбома Decamerone и первым синглом из него стала композиция «Знак Водолея», которую написали композитор и поэт Антон Коксенков и Алексей Романоф.
Песня попала в интернет ещё до официальной премьеры на радио и Алексей Романоф посчитал, что её «слили» работники радиостанций. Песня была выложена в официальном сообществе группы на сайте «Вконтакте». Романоф писал о сотрудничестве с Кохом: «Антон Кох, талантливый парень и автор потрясающих песен! В данный момент записано уже семь новых треков на стихи Антона. Мы благодарны судьбе за встречу с этим невероятным человеком». 30 апреля состоялся общий релиз композиции на радио, через систему Tophit. Песню стали ставить в эфир ещё до официальной премьеры и она была проиграна в эфире более четырёх тысяч раз, вследствие чего попала в топ-100 самых популярных на радио России синглов.
21 мая вышел клип на интернет-канале Ello.
Песня создала огромную волну популярности на Украине, продержавшись 6 недель на вершине украинского радиочарта, дебютировав с 5 места в киевском радиочарте, что является лучшим стартом за всю историю существования радиочарта. Песня продержалась на 1 месте 5 недель, также песня более 5 недель возглавляла Золотой граммофон Украины.

### Кавер-версии
В 2024 году Алексей Романоф записал «мужскую» кавер-версию песни для своего сольного альбома «Однажды он сказал»:

Ходят много слухов, что я не очень люблю эту песню. Связано это с тем, что когда Аня Плетнёва попросила меня ею заняться, я долго отказывался. Дабы развеять все слухи, скажу, что песня мне нравилась всегда. Просто она совсем… ну, не женская, и сделать из неё супер-хит в исполнении девушки была задача практически невозможная. Слишком много мужских энергий было в ней.
— Алексей Романоф, аудиозапись к Deluxe-изданию альбома «Однажды он сказал»

## Реакция критики
| Оценки критиков | Оценки критиков |
| Источник        | Оценка          |
| --------------- | --------------- |
| Афиша           | (положительная) |
| Красная звезда  | (1 место)       |

В целом песня была положительно принята ведущими критиками, музыкальными журналистами и программными директорами радиостанций России, достигнув 5-го места в «Экспертном чарте» портала «Красная звезда». Булат Латыпов из «Афиши» причислил песню к списку восьми главных летних русскоязычных поп-хитов, назвав её, возможно, лучшим из них. «Это, пожалуй, наиболее мощный фаустпатрон среди оружейного ассорти, предуготовленного на лето. Эталонное, так сказать, залипалово высочайшей степени аддикции, проверено на себе! Народную реакцию в данном случае давным-давно спрогнозировал Александр Поуп: „Ликуя, нимфа радостно кричит, весь мир в ответ сочувственно звучит“», — писал критик.
Алексей Мажаев из InterMedia описывая альбом Decamerone писал, что на фоне других песен пластинки «Знак Водолея» «выглядит банальным радиохитом». Сергей Мудрик из «Звуки.Ру» отмечал, что песня оставляет ощущение, будто она взята из дебютного альбома коллектива, только «переаранжирована с учётом набитых рук на хитах».

## Чарты
| Страна/территория (Чарт)             | Высшая позиция |
| ------------------------------------ | -------------- |
| Tophit Российский Топ-100            | 1              |
| Tophit Московский Топ-100            | 5              |
| (Tophit Санкт-Петербургский Топ-100) | 2              |
| (Tophit СНГ Топ-100)                 | 1              |
| (Tophit Топ-100 по заявкам)          | 1              |
| (Tophit Украинский Топ-100)          | 1              |
| (Tophit Киевский Топ-100)            | 1              |